# Das Geheimnis des dritten Planeten
Das Geheimnis des dritten Planeten  (Originaltitel: russisch Тайна третьей планеты, transkribiert Taina tretjei planety) ist ein sowjetischer Fantasy-/Science-Fiction-Animationsfilm von Roman Katschanow. Der Film wurde 1982 mit dem Staatspreis der UdSSR ausgezeichnet.

## Handlung
Gegen Ende des 22. Jahrhunderts begibt sich der erfahrene Raumschiffpilot Zelenyy (dt. Grün) gemeinsam mit Naturkunde-Professor Selesnjow und dessen kleiner Tochter Alissa Selesnjowa auf eine Weltraumexpedition an Bord der „Pegas“, um seltene Tiere für den Moskauer Zoo zu finden. Auf Anraten des Archäologen Gromoseka wenden sie sich an Doktor Werchowzew, den Direktor des Museums der Zwei Kapitäne, und bitten ihn um Hilfe. Die Zwei Kapitäne sind legendäre Kommandanten (Kim und Buran), die auf mysteriöse Weise verschwunden sind. Werchowzew allerdings verhält sich den Forschern gegenüber höchst merkwürdig. Er weigert sich, ihnen die Tagebücher der Kapitäne zu zeigen, und beginnt, die Expedition auszuspionieren. Auf dem Planeten Bluk wird die Forschergruppe fündig und kauft einige wertvolle tierische Exemplare, darunter einen sprechenden Vogel namens Govorun. Es handelt sich um den Vogel des vermissten Kapitäns Kim. Als der zwielichtige Merry Fellow Oo versucht, den sprechenden Vogel zu stehlen, dämmert der Forschergruppe allmählich, dass Dr. Werchowzew der Kopf einer mysteriösen Verschwörung ist, die für das Verschwinden der legendären Zwei Kapitäne verantwortlich ist. Govorun (der Vogel) selbst liefert wichtige Beiträge zur Entschlüsselung des Rätsels und der Aufdeckung der Verschwörung. Auf ihrer Weiterreise retten die Protagonisten einen Roboter vom Planeten Shelezyaka vor gefährlichem Diamantstaub, den jemand seinem Schmieröl beigemischt hatte. Auf einem Planeten im Quallen-System, ihrem dritten Anflugziel, findet Alissa die Spiegel – Blumen mit unendlichem Gedächtnis, die dem Betrachter auf Wunsch alles zeigen, was vor ihrer Zeit geschah. Mithilfe der Spiegel erfahren die Filmhelden, dass sich auch Werchowzew und Merry Fellow Oo auf dem Planeten befinden. Der Versuch, mit der Pegas an einen sicheren Ort zu fliehen, scheitert; sie gehen den Verschwörern in die Falle. Selesnjow und Grün (der Pilot) werden von Piraten gefangen genommen, Alissa kann fliehen. Sie läuft dem soeben auf dem Planeten gelandeten vermissten Kapitän Buran in die Arme, in dessen Gesellschaft sich ein Doppelgänger von Dr. Werchowzew befindet. Es stellt sich heraus, dass es sich bei dem Verschwörer nicht um den echten Wissenschaftler handelt. Alissa bittet die beiden um Hilfe. In der Zwischenzeit erpresst Merry Fellow Oo den im Schiff gefangen gehaltenen Kapitän Kim damit, die beiden Gefangenen zu ermorden, sollte er sich weiterhin weigern, die geheime Formel für einen unendlichen Brennstoff preiszugeben. Bevor Kim einknickt, kann Buran das Schiff finden, eindringen und die Gefangenen retten. Der Doppelgänger des Wissenschaftlers Dr. Werchowzew, dessen tatsächlicher Name Glot lautet, wird ausgeschaltet. Merry Fellow Oo wird bei dem Versuch, vom Ort des Geschehens zu fliehen, vom Greifvogel Krok aufgegriffen. Die Raumschiffkapitäne kehren gemeinsam mit dem Professor und seiner Tochter zur Erde zurück.

## Besetzung und Synchronisation
Die deutsche Synchronisation wurde im DEFA-Studio für Synchronisation erstellt, nach dem Synchronbuch von Heinz Nitzsche und der Regie von Klaus-Michael Lura.
| Rolle                                     | sowjetische Sprecher | deutsche Sprecher      |
| ----------------------------------------- | -------------------- | ---------------------- |
| Alissa Selesnjowa                         | Olga Gromowa         | Angelika Lietzke       |
| Professor Selesnjow                       | Wsewolod Larionow    | Michael Telloke        |
| Grün (Pilot Zelyonyy)                     | Juri Wolynzew        | Karl Heinz Oppel       |
| Govorun & Roboter vom Planeten Shelezyaka | Wladimir Kenigson    | Horst Papke            |
| Verhovtcev                                | Pjotr Wischnjakow    | Horst Kempe            |
| Gromozeka                                 | Wassili Liwanow      | Horst Torka            |
| Kim                                       | Wladimir Druschnikow |                        |
| Buran                                     | Nikolay Grabbe       |                        |
| Uu                                        | Grigori Schpigel     |                        |
| Anciana (alte Frau am Raumfahrtzentrum)   | Rina Seljonaja       | Georgia Kullmann       |
| Navigationsoffizier Bassow                | Juri Andrejew        | Hans-Joachim Leschnitz |

## Rezeption
Im Rahmen des 17. Animationsfilm-Festivals in Susdal wurden zum 100. Jahrestag des ersten russischen Trickfilms die „Goldenen Hundert“ gekürt, eine Liste der 100 besten russischen bzw. sowjetischen Zeichentrick- und Animationsfilme der vergangenen 100 Jahre. Das Geheimnis des dritten Planeten belegt auf dieser während der Eröffnungszeremonie präsentierten Liste Rang 67. Als bedeutendster Trickfilm der letzten 100 Jahre wurde auf dieser Liste Es war einmal ein Hund, Eduard Nazarows Umsetzung einer ukrainischen Volkssage, geehrt.
| „This animated sci-fi adventure teaches younger viewers an important lesson about honesty while chronicling the adventures of a brave space pilot and his little girl.“ – Rotten Tomatoes: Sandra Brennan, Rovi | „Dieses animierte Sci-Fi-Abenteuer vermittelt seinen jungen Zuschauern eine bedeutsame Lektion über Ehrlichkeit, verpackt in die Abenteuergeschichte eines mutigen Weltraumpiloten und seiner kleinen Tochter.“ |

Rotten Tomatoes ermittelte aus 92 Zuschauerwertungen eine durchschnittliche Zustimmung von 75 %, wobei im Schnitt 4 von 5 Sternen vergeben wurden.
Drei registrierte Nutzer der Online-Filmdatenbank vergaben im Schnitt 6,67 von 10 Punkten.
Google Knowledge Graph ermittelte eine Zustimmungsrate von 88 %.